# Hannah Montana (trilha sonora)
Hannah Montana é a trilha sonora da primeira temporada da série de televisão de mesmo nome, lançada em 24 de outubro de 2006 através da Walt Disney Records. A série estreou no Disney Channel em 24 de março de 2006; após se tornar um sucesso comercial imediato, a produção da trilha sonora começou no mês seguinte. Oito de suas trezes faixas são interpretadas pela atriz principal da série, Miley Cyrus, e são creditadas à sua personagem Hannah Montana. Os grupos The Click Five, Everlife, B5 e o cantor Jesse McCartney contribuem cada um com uma faixa, enquanto um dueto entre Cyrus e seu pai Billy Ray Cyrus é incluído como última faixa. Hannah Montana foi relançada como uma edição especial de dois discos em 20 de março de 2007. A trilha sonora foi promovida durante a turnê The Party's Just Begun de The Cheetah Girls, da qual Cyrus foi atração de abertura, e através de sua própria turnê Best of Both Worlds Tour. A trilha sonora é um álbum principalmente pop rock, com influências adicionais de teen pop, pop punk e country pop. Liricamente, os temas abordados giram em torno de girl power, amor adolescente e a vida dupla que a personagem de Cyrus vive no programa.
Hannah Montana recebeu avaliações geralmente favoráveis dos críticos musicais, que apreciaram sua produção. O álbum estreou no topo da Billboard 200, com 281.000 cópias vendidas na primeira semana, tornando-se o primeiro álbum número um de Cyrus, a primeira trilha sonora de programa de televisão a liderar o gráfico e quarta trilha sonora da The Walt Disney Company a estrear no top dez. O álbum desde então recebeu o certificado de platina tripla da Recording Industry Association of America (RIAA) em virtude das mais de três milhões de cópias vendidas nos Estados Unidos. A trilha sonora teve desempenho moderado nas tabelas internacionais, alcançando o top vinte de múltiplos países, incluindo Áustria, Canadá, Noruega e Espanha.
A canção tema da série, "The Best of Both Worlds", foi lançada como primeiro single de Hannah Montana em 28 de março de 2006 nos mercados digitais e posteriormente em CD. A canção atingiu a 92ª posição da  Billboard Hot 100. "Who Said" foi lançada como segundo single nas plataformas digitais, alcançando a 83ª colocação da tabela de singles estadunidense.

## Desenvolvimento e composição

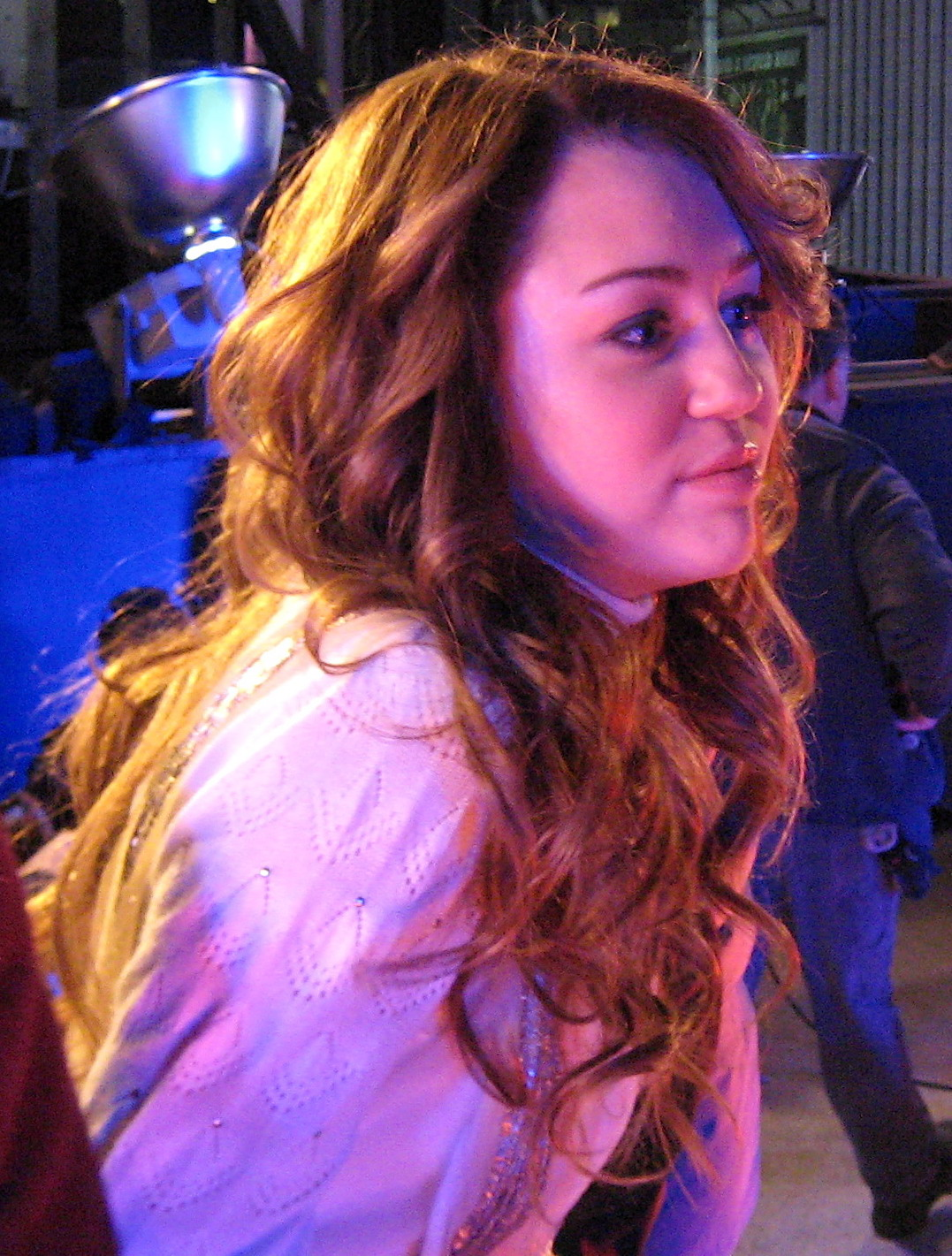
Miley Cyrus (fotografada em 2007) interpretava a personagem titular na série Hannah Montana.

Durante a produção da primeira temporada de Hannah Montana, Cyrus comentou que no momento, todos estavam focados em melhorar a série o máximo possível, porém gravar uma trilha sonora para ela era um plano plausível para o futuro. A série em si estreou no Disney Channel em 24 de março de 2006 e tornou-se um sucesso comercial imediato; com 5,4 milhões de espectadores, o episódio piloto rendeu ao canal as classificações mais altas de sua história na época. No mês seguinte, foi relatado que uma trilha sonora e o primeiro álbum de estúdio de Cyrus haviam começado a produção, o primeiro dos quais estava programado para ser lançado no fim de 2006. Esperava-se que esses planos capitalizassem os esforços promocionais anteriormente usados por Hilary Duff que havia feito a transição com sucesso do personagem-título da série de televisão Lizzie McGuire para uma carreira na indústria da música no início dos anos 2000.
Na série, Cyrus interpreta a personagem Miley Stewart, uma adolescente que vive uma vida dupla secreta como a pop star Hannah Montana. Ela afirmou que "a maioria das músicas da primeira temporada reflete o show, com Miley ou Hannah se certificando de que a outra não seja pega ou algo assim", opinando que as faixas deram aos produtores da série a oportunidade de "ter certeza de que todos entenderão os personagens". O álbum incorpora elementos do teen pop, pop rock e country pop. Cyrus canta em nove de treze faixas, oito sendo creditadas a Hannah Montana e uma a si mesma. As canções "The Best of Both Worlds" e "This Is the Life" descrevem a vida dupla que a personagem de Cyrus mantém, enquanto "If We Were a Movie" e "I Got Nerve", respectivamente, abordam um romance adolescente e "girl power".
"Pop Princess" da banda The Click Five foi descrito por Heather Phares do AllMusic como um "energético power pop"; ela também caracterizou "Find Yourself in You" de Everlife como "o modelo para o pop rock de Hannah". A trilha sonora se encerra com o dueto country pop "I Learned from You" entre Cyrus e seu pai Billy Ray Cyrus, que Phares sentiu que foi influenciada pela artista Vanessa Carlton. A trilha sonora foi posteriormente relançada como uma edição especial de dois discos, que viu a inclusão da faixa "Nobody's Perfect", que mais tarde foi lançada como primeiro single da seguinte trilha sonora Hannah Montana 2 (2007). 

## Singles e divulgação

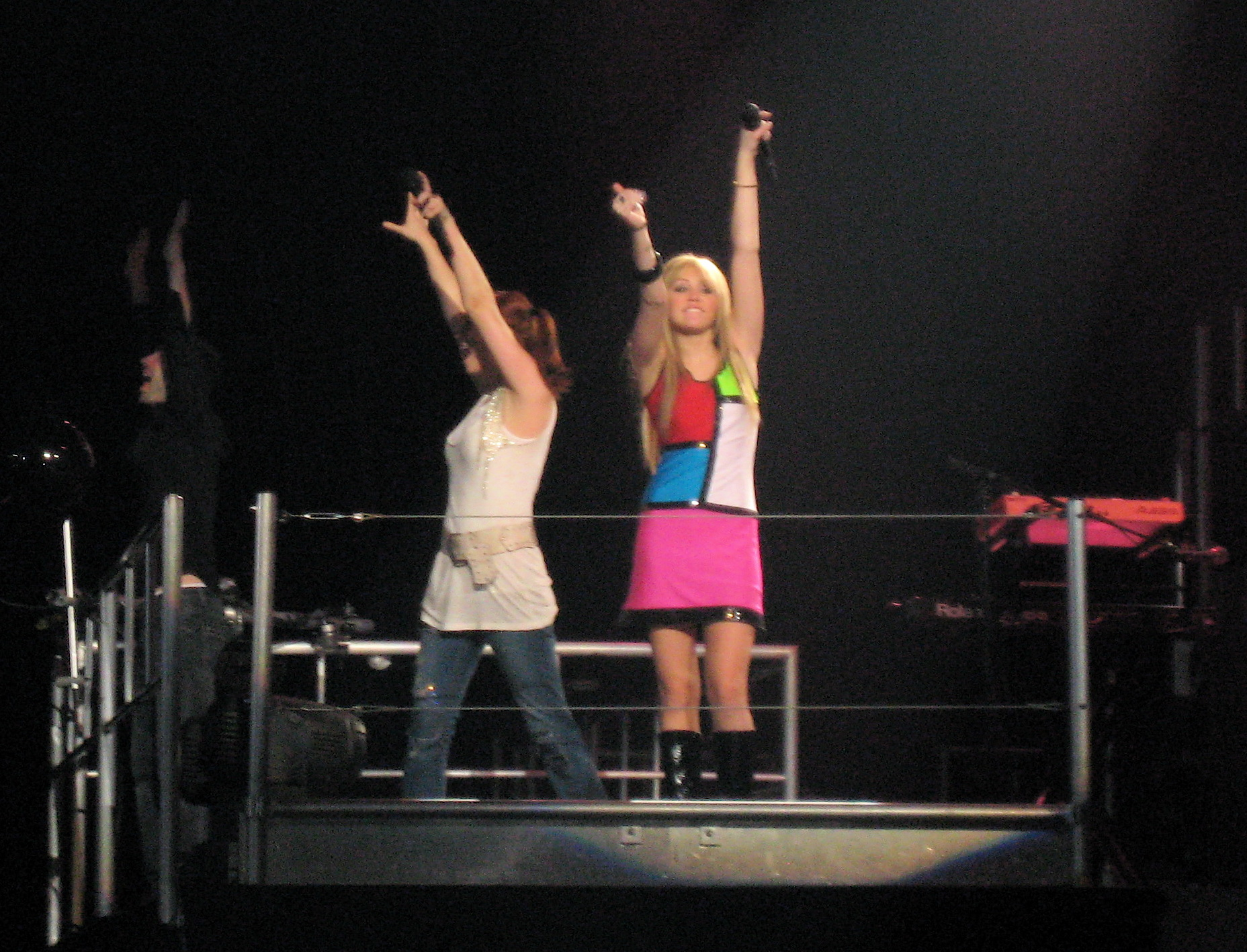
Cyrus apresentando "Pumpin' Up the Party" durante a Best of Both Worlds Tour.

A música tema da série "The Best of Both Worlds" foi lançada como o primeiro e único single oficial da trilha sonora em 28 de março de 2006, sendo editada posteriormente em formato de CD single na Europa em 2007. A faixa alcançou a posição 92 na Billboard Hot 100 dos Estados Unidos. Em 11 de julho de 2006, "Who Said" foi lançada como single promocional exclusivamente no iTunes,tendo pico de 83 na parada dos EUA. Apesar de não ter produzido nenhum outro single oficial, diversas outras faixas da trilha sonora entraram nas paradas. "If We Were a Movie" teve o maior pico, alcançando o número 47, seguida por "I Got Nerve", que chegou ao número 67. "Pumpin' Up the Party", "Who Said", "The Other Side of Me" e "Just Like You" alcançaram, respectivamente, os picos de 81, 83, 84 e 99.
As primeiras apresentações ao vivo de Cyrus foram durante a turnê The Party's Just Begun Tour do grupo The Cheetah Girls, onde ela serviu como ato de abertura no ano de 2006. Mais tarde, em 2007, ela embarcou em sua própria turnê Best of Both Worlds Tour, que passou somente pela América do Norte. A turnê serviu principalmente como uma ferramenta promocional para o álbum recém-lançado Hannah Montana 2: Meet Miley Cyrus (2007); entretanto, "Just Like You", "Pumpin 'Up the Party", "I Got Nerve" e "The Best of Both Worlds" da trilha sonora original foram incluídas na set list. A turnê foi um enorme sucesso comercial, arrecadando US$ 54 milhões, enquanto sua adaptação para o cinema de 2008, Hannah Montana & Miley Cyrus: Best of Both Worlds Concert, arrecadou US$ 63 milhões. 

## Recepção da crítica
| Críticas profissionais | Críticas profissionais |
| Avaliações da crítica  | Avaliações da crítica  |
| Fonte                  | Avaliação              |
| ---------------------- | ---------------------- |
| AllMusic               | [ 5 ]                  |
| Common Sense Media     | 4 de 5 estrelas.       |
| Entertainment Weekly   | C-                     |
| MSN Music              | [ 16 ]                 |
| Knight Ridder          | [ 17 ]                 |

Hannah Montana recebeu críticas geralmente favoráveis dos críticos musicais, que apreciaram sua produção em geral. Escrevendo para AllMusic, Heather Phares gostou das "canções fofas e bem escritas" de Cyrus, e acrescentou que o projeto geral era "doce, deslumbrante [e] totalmente charmoso". Jennifer Axman da Common Sense Media compartilhou um sentimento semelhante, apreciando suas "mensagens otimistas do poder feminino" e distinguindo "I Learned from You" como uma faixa de destaque por suas letras inspiradoras. O MSN Music deu ao disco 3,5 de 5 estrelas e o listou como um "álbum essencial". No entanto, Chris Willman forneceu uma crítica mais mista, comentando que Cyrus parecia "imitar Avril, Ashlee e Britney simultaneamente" e sentiu que o conceito de levar uma vida dupla era "uma boa fantasia para Brangelina, mas estranha de se empurrar nas garotinhas. "David Hiltbrand também criticou o álbum, afirmando que seu" pop genérico "irritaria os ouvintes adultos, mas reconheceu que foi" executado com perfeição "para atrair o público mais jovem.

## Desempenho comercial

### Álbum
A trilha sonora estreou em #1 na parada de álbuns Billboard 200, vendendo 281.000 cópias em sua primeira semana, batendo artistas como John Legend e banda de rock My Chemical Romance, e manteve sua posição em sua segunda semana, ficando em #1 com 203.000 cópias vendidas, batendo a estréia do álbum de Barry Manilow, The Greatest Songs dos anos sessenta. Tornou-se a primeira trilha sonora de um seriado a debutar em #1 e também a 1ª trilha de um programa de TV nos últimos 20 anos.
O álbum manteve sua presença na Billboard 200, nunca caindo abaixo dos 100 melhores álbuns até abril de 2008. Foi certificado platina 3x pela RIAA e foi ouro no Reino Unido em apenas 4 semanas. Ele passou um total de 34 semanas na parada de compilação UK.
O álbum bateu recordes quando conseguiu colocar 8 canções na Billboard Hot 100, na mesma semana.

### Paradas Musicais
| Paradas de Sucesso (2006)     | Posição | Vendas    | Certificados |
| ----------------------------- | ------- | --------- | ------------ |
| Australian ARIA Albums Chart  | 35      | 35,000    | Ouro         |
| Austrian Albums Chart         | 14      | -         | -            |
| Brazil Top 10 CD Albums Chart | 6       | 50.000    | Ouro         |
| Canadian Albums Chart         | 3       | 50,000    | Ouro         |
| Colombia Top 25               | 2       | 10.000    | Ouro         |
| Danish Albums Chart           | 23      | -         | -            |
| Dutch Albums Chart            | 67      | -         | -            |
| French Albums Chart           | 122     | 10,000    | -            |
| Mexican Albums Chart          | 23      | 50,000    | Ouro         |
| New Zealand Albums Chart      | 22      | 7,500     | Ouro         |
| Norwegian Albums Chart        | 11      | 15,000    | Ouro         |
| Spanish Albums Chart          | 14      | 50,000    | Ouro         |
| UK Compilations Chart         | 7       | 100,000   | Ouro         |
| U.S. Billboard 200            | 1       | 3,726,601 | 3× Platina   |
| Venezuela Album Chart         | 7       | 10.000    | Ouro         |
| Mundo                         | -       | 5,000,000 | -            |

### Músicas Nas Paradas
| 2006 | "This Is The Life"        | 89 | 68 | —  |
| 2006 | "The Other Side Of Me"    | 84 | 64 | —  |
| 2006 | "I Got Nerve"             | 67 | 51 | —  |
| 2006 | "If We Were A Movie"      | 47 | 38 | —  |
| 2006 | "Pumpin' Up The Party"    | 81 | 62 | —  |
| 2006 | "Just Like You"           | 99 | 79 | —  |
| 2006 | "Who Said"                | 83 | 63 | —  |
| 2006 | "The Best Of Both Worlds" | 92 | 71 | 43 |

## Holiday Edition
Uma "Holiday Edition" da trilha sonora de Hannah Montana foi lançada pelo iTunes Music Store no dia 19 de dezembro de 2006. A versão inclui todas as músicas da trilha sonora original mais um cover de uma canção "Rockin' Around the Christmas Tree", interpretado por Miley Cyrus como Hannah Montana. Foi apresentado no Walt Disney Worlds Christmas Day Parade, em 2006, no Dia de Natal.

## 2-Disc Special Edition
A Hannah Montana: 2-Disc Special Edition Soundtrack foi lançada no dia 20 de março de 2007. Trata-se de uma caixa prateada holografada, que  inclui:
- A trilha sonora original;
- 1 Bonus Track: "Nobody's Perfect", da trilha sonora da segunda temporada;
- 4 fotos autografadas por Miley Cyrus;
- Um código numérico para dowload do ringtone de "This is the Life";
- Um DVD com um clipe de "Nobody's Perfect", um especial de 30 minutos, chamado "Hannah Montana: Bastidores Secretos", e um trailer do DVD "Hannah Montana: Perfil de uma Pop Star". Deve-se notar que dois dos episódios anunciados no trailer não estão no DVD final. São eles: "Você é Assim, Faz Com Que Todos Pensem Que A Espinha É Minha" e "Me Diga, Você Se Lembra Das Palavaras?".

## Faixas
| N.º            | Título                                                           | Compositor(es)                                      | Produtor(es)                         | Duração |  |
| 1.             | "The Best Of Both Worlds"                                        | Matthew Gerrard, Robbie Nevil                       | Matthew Gerrard, Jay Landers (Exec.) | 2:54    |  |
| 2.             | "Who Said"                                                       | Matthew Gerrard, Robbie Nevil, Jay Landers          | Matthew Gerrard, Jay Landers (Exec.) | 3:14    |  |
| 3.             | "Just Like You"                                                  | Adam Watts, Andy Dodd                               | Adam Watts, Andy Dodd                | 3:14    |  |
| 4.             | "Pumpin' Up The Party"                                           | Jamie Houston                                       | Jamie Houston                        | 3:09    |  |
| 5.             | "If We Were A Movie"                                             | Jennie Lurie, Holly Mathis                          | Antonina Armato, Tim James           | 3:03    |  |
| 6.             | "I Got Nerve"                                                    | Jennie Lurie, Ken Hauptman, Aruna Abrams            | Antonina Armato, Tim James           | 3:04    |  |
| 7.             | "The Other Side Of Me"                                           | Matthew Gerrard, Robbie Nevil                       | Matthew Gerrard, Jay Landers (Exec.) | 3:05    |  |
| 8.             | "This Is The Life"                                               | Jennie Lurie, Shari Short                           | Marco Marinangeli                    | 2:57    |  |
| 9.             | "Pop Princess" (Cantada Pela Banda The Click Five)               | Ben Romans                                          | Mike Deneen                          | 4:24    |  |
| 10.            | "She's No You" (Cantada Por Jesse McCartney)                     | Matthew Gerrard, Jesse McCartney, Robbie Nevil      | Matthew Gerrard                      | 3:33    |  |
| 11.            | "Find Yourself In You" (Cantada Pela Banda Everlife)             | Matthew Gerrard, Amber Ross, Julia Ross, Sarah Ross | Matthew Gerrard                      | 3:33    |  |
| 12.            | "Shining Star" (Cantada Pela Banda B5)                           | Maurice White, Larry Dunn, Philip Bailey            | Andrew Lane, Eddie Galan (Co.)       | 2:43    |  |
| 13.            | "I Learned from You" (Cantada Por Miley Cyrus e Billy Ray Cyrus) | Steve Diamond, Matthew Gerrard                      | Matthew Gerrard                      | 3:23    |  |
| Duração total: | Duração total:                                                   | Duração total:                                      | Duração total:                       | 42:26   |  |

| Edição de Natal |                                                           |                |              |         |  |
| N.º             | Título                                                    | Compositor(es) | Produtor(es) | Duração |  |
| 1.              | "Rockin' Around The Christmas Tree" (Cover de Brenda Lee) | Johnny Marks   | Johnny Marks | 2:22    |  |

| Edição Especial (2 Discos) |                    |                               |                 |         |  |
| N.º                        | Título             | Compositor(es)                | Artista         | Duração |  |
| 1.                         | "Nobody's Perfect" | Matthew Gerrard, Robbie Nevil | Matthew Gerrard | 3:20    |  |

## DVD Bônus
| N.º | Título                    | Duração |  |
| 1.  | "The Best Of Both Worlds" | 2:54    |  |
| 2.  | "Who Said"                | 3:15    |  |
| 3.  | "Just Like You"           | 3:14    |  |
| 4.  | "Pumpin' Up The Party"    | 3:10    |  |
| 5.  | "The Other Side Of Me"    | 3:08    |  |

| Edição Especial DVD Bônus |                                                    |         |  |
| N.º                       | Título                                             | Duração |  |
| 1.                        | "Nobody's Perfect"                                 | 3:20    |  |
| 2.                        | "Hannah Montana: Bastidores Secretos"              | 30:00   |  |
| 3.                        | "Hannah Montana: Perfil de Uma Pop Star - Trailer" |         |  |

## Disney's Karaoke Series: Hannah Montana
Disney's Karaoke Series: Hannah Montana é um álbum de canções de karaoke cantora americana Miley Cyrus, creditado ao seu alter ego Hannah Montana. Foi lançado em 18 de setembro de 2007. O álbum contém dezesseis faixas com karaoke e oito faixas de vocal da trilha sonora de Hannah Montana.

### Faixas
| Versão Instrumental |                           |         |  |
| N.º                 | Título                    | Duração |  |
| 1.                  | "Pumpin' Up The Party"    | 3:29    |  |
| 2.                  | "Who Said"                | 3:30    |  |
| 3.                  | "I Got Nerve"             | 3:17    |  |
| 4.                  | "The Best Of Both Worlds" | 3:10    |  |
| 5.                  | "If We Were A Movie"      | 3:18    |  |
| 6.                  | "The Other Side Of Me"    | 3:23    |  |
| 7.                  | "This Is The Life"        | 3:04    |  |
| 8.                  | "Just Like You"           | 3:28    |  |

| Versão Vocal |                           |         |  |
| N.º          | Título                    | Duração |  |
| 9.           | "Pumpin' Up The Party"    | 3:29    |  |
| 10.          | "Who Said"                | 3:30    |  |
| 11.          | "I Got Nerve"             | 3:17    |  |
| 12.          | "The Best Of Both Worlds" | 3:10    |  |
| 13.          | "If We Were A Movie"      | 3:18    |  |
| 14.          | "The Other Side Of Me"    | 3:23    |  |
| 15.          | "This Is The Life"        | 3:04    |  |
| 16.          | "Just Like You"           | 3:28    |  |

## Ligações Externas
- Disney Official Soundtrack Page. (Em inglês)
- Hannah Montana soundtrack. (Em inglês)